# Németh-kormány
A Németh-kormány a Magyar Népköztársaság utolsó kormánya volt, 1988. november 24-étől 1990. május 23-áig volt hivatalban. Megalakulásáról még a pártállami rendben határoztak, működése alatt azonban egyrészt a nemzeti kerekasztal-tárgyalások révén a törvényhozás munkájába közvetett befolyást kaptak korábbi ellenzéki erők is, másrészt a Magyar Szocialista Munkáspárt megszűnt (illetve átalakult). Ennek is köszönhetően a kormány és elnöke, Németh Miklós viszonylagos politikai önállóságot alakított ki a maga számára. A Németh-kormány idején fogadta el az Országgyűlés a rendszerváltáshoz elengedhetetlenül szükséges törvényeket, melyek biztosították a békés és lehetőség szerint zökkenőmentes átmenetet.

## Összetétele
| Név                                                                    | Hivatal kezdete          | Hivatal vége             | Párt                     | Megjegyzés                                            |
| A minisztertanács elnöke                                               | A minisztertanács elnöke | A minisztertanács elnöke | A minisztertanács elnöke | A minisztertanács elnöke                              |
| ---------------------------------------------------------------------- | ------------------------ | ------------------------ | ------------------------ | ----------------------------------------------------- |
| Németh Miklós                                                          | 1988. november 24.       | 1990. május 23.          | MSZMP                    |                                                       |
| A minisztertanács elnökhelyettese                                      |                          |                          |                          |                                                       |
| Medgyessy Péter                                                        | 1988. november 24.       | 1990. május 23.          | MSZMP                    | gazdasági ügyekkel megbízott miniszterelnök-helyettes |
| Államminiszter                                                         |                          |                          |                          |                                                       |
| Nyers Rezső                                                            | 1988. november 24.       | 1989. június 27.         | MSZMP                    |                                                       |
| Pozsgay Imre                                                           | 1988. november 24.       | 1990. május 23.          | MSZMP                    |                                                       |
| Belügyminiszter                                                        |                          |                          |                          |                                                       |
| Horváth István                                                         | 1988. november 24.       | 1990. január 23.         | MSZMP                    |                                                       |
| Gál Zoltán                                                             | 1990. január 23.         | 1990. május 23.          | MSZMP                    | államtitkárként megbízott                             |
| Külügyminiszter                                                        |                          |                          |                          |                                                       |
| Várkonyi Péter                                                         | 1988. november 24.       | 1989. május 10.          | MSZMP                    |                                                       |
| Horn Gyula                                                             | 1989. május 10.          | 1990. május 23.          | MSZMP                    |                                                       |
| Pénzügyminiszter                                                       |                          |                          |                          |                                                       |
| Villányi Miklós                                                        | 1988. november 24.       | 1989. május 10.          | MSZMP                    |                                                       |
| Békesi László                                                          | 1989. május 10.          | 1990. május 23.          | MSZMP                    |                                                       |
| Ipari miniszter                                                        |                          |                          |                          |                                                       |
| Berecz Frigyes                                                         | 1988. november 24.       | 1989. május 10.          | MSZMP                    |                                                       |
| Horváth Ferenc                                                         | 1989. május 10.          | 1990. május 23.          | MSZMP                    |                                                       |
| Kereskedelmi miniszter                                                 |                          |                          |                          |                                                       |
| Beck Tamás                                                             | 1988. november 24.       | 1990. május 23.          | MSZMP                    |                                                       |
| Mezőgazdasági és élelmezésügyi miniszter                               |                          |                          |                          |                                                       |
| Váncsa Jenő                                                            | 1988. november 24.       | 1989. május 10.          | MSZMP                    |                                                       |
| Hütter Csaba                                                           | 1989. május 10.          | 1990. május 23.          | MSZMP                    |                                                       |
| Igazságügy-miniszter                                                   |                          |                          |                          |                                                       |
| Kulcsár Kálmán                                                         | 1988. november 24.       | 1990. május 23.          | pártonkívüli             |                                                       |
| Szociális és egészségügyi miniszter                                    |                          |                          |                          |                                                       |
| Csehák Judit                                                           | 1988. november 24.       | 1990. május 23.          | MSZMP                    |                                                       |
| Művelődési miniszter                                                   |                          |                          |                          |                                                       |
| Czibere Tibor                                                          | 1988. november 24.       | 1989. május 10.          | pártonkívüli             |                                                       |
| Glatz Ferenc                                                           | 1989. május 10.          | 1990. május 23.          | MSZMP                    |                                                       |
| Honvédelmi miniszter                                                   |                          |                          |                          |                                                       |
| Kárpáti Ferenc                                                         | 1988. november 24.       | 1990. május 23.          | MSZMP                    |                                                       |
| Környezetvédelmi és vízgazdálkodási miniszter                          |                          |                          |                          |                                                       |
| Maróthy László                                                         | 1988. november 24.       | 1989. november 21.       | MSZMP                    |                                                       |
| Varga Miklós                                                           | 1989. november 21.       | 1990. május 23.          | MSZMP                    | államtitkárként megbízott                             |
| Építésügyi és városfejlesztési miniszter (1989. január 1-jéig)         |                          |                          |                          |                                                       |
| Somogyi László                                                         | 1988. november 24.       | 1989. január 1.          | MSZMP                    |                                                       |
| Közlekedési miniszter (1989. január 1-jéig)                            |                          |                          |                          |                                                       |
| Urbán Lajos                                                            | 1988. november 24.       | 1989. január 1.          | MSZMP                    |                                                       |
| Közlekedési, hírközlési és építésügyi miniszter (1989. január 1-jétől) |                          |                          |                          |                                                       |
| Derzsi András                                                          | 1989. január 1.          | 1990. május 23.          | MSZMP                    |                                                       |
| Az Országos Tervhivatal elnöke                                         |                          |                          |                          |                                                       |
| Hoós János                                                             | 1988. november 24.       | 1989. május 10.          | MSZMP                    | miniszteri rangban                                    |
| Kemenes Ernő                                                           | 1989. május 10.          | 1990. május 23.          | MSZMP                    | miniszteri rangban                                    |

## Helyzete
A rendszerváltás részeseként közreműködött a békés átmenet biztosításában, de a pártállam többi kormányához hasonlóan nem bírt demokratikus felhatalmazással. Tevékenysége alatt és részben eredményeképp az MSZMP-nek a kormányra gyakorolt befolyása fokozatosan gyengült. Így a Németh-kormány 1989 végére hatalmi vákuumban találta magát, ezért önálló hatalmi tényezőként, mintegy szakértői kormányként tevékenykedett, informális legitimitással. Egyfelől nem lehetett biztos abban, hogy az 1985-ben választott MSZMP-befolyású országgyűlés elfogadja-e az általa benyújtott, a Nemzeti kerekasztal által kidolgozott rendszerváltó törvényeket. Másrészt az új, demokratikus nyilvánosság, az új pártok (az MDF és az SZDSZ) folyamatosan támadták a kommunista örökség jegyeit magukon viselő intézkedéseit, csak reformer tevékenységét fogadták pozitívan. Miniszterei közül Maróthy László a bős–nagymarosi vízlépcső építése elleni népi tiltakozásba, Horváth István belügyminiszter pedig a Dunagate néven elhíresült III/III-as megfigyelési ügybe bukott bele.

## Intézkedései
Németh Miklós miniszterelnöki bemutatkozó beszédében arról szólt, hogy „szocialista” piacgazdaság, pluralizmus, jogállamiság és vállalkozásélénkítés szükséges. Külföldi lapoknak nyilatkozva nem zárta ki, hogy a hazai reformok egy nyugati típusú demokráciához vezethetnek.
1989 januárjától a jogállamiság kialakulását és a gazdaság átalakulását segítő törvények jöttek létre: egyesülési és a gyülekezési jogról, a sztrájkjogról, lelkiismereti és vallásszabadságról, valamint a gazdálkodó szervezetek és a gazdasági társulások átalakulásáról.
1989. október 18. és 23. között történelmi jelentőségű módosításokat hozott az Országgyűlés az alkotmányban, október 23-án pedig kikiáltották a Magyar Köztársaságot. Október 30-án lépett hatályba az új választójogi törvény és más törvények a demokratikus államrendről. 1990 januárjában megkezdte működését az Alkotmánybíróság.
Pártdöntést követően engedélyezték Nagy Imre és társai újratemetését. Megszűnt a kötelező orosz nyelvoktatás, és a törvényhozásban nyitás következett be az egyházak felé. A kormány, ill. az Országgyűlés törvényt hozott a Munkásőrség feloszlatásáról, amelynek végrehajtását parancsnokának (Borbély) leváltásával és október 23-án (ünnepnapon) a Honvédség bevetésével, a Munkásőrség fegyverraktárainak lefoglalásával oldotta meg a kormány. Ez valószínűleg elévülhetetlen érdeme a vér nélküli átmenet megoldásában Németh Miklósnak.
Az ún. négyigenes népszavazás utólag szentesítette a Munkásőrség feloszlatását.

### Gazdaságpolitikája
A magyar gazdaság válságos helyzetén a kormány sem tudott javítani, csak az egyre romló helyzetet menedzselte. A gazdasági reform keretében új privatizációs törvényt fogadott el.
Azóta is sokan vádolják azzal a kormányt, hogy utat nyitott a spontán privatizáció nevű folyamatnak, melynek során ellenőrizetlenül alakítottak át állami tulajdont magántulajdonná többnyire a pártállam jóvoltából pozícióba került  állami vállalati vezetők. Több minisztérium vagyona is magánalapítványhoz vándorolt ekkoriban.[forrás?]
A kormány a népi tiltakozás hatására felfüggesztette a nagymarosi vízlépcső építését.
Németh Miklós hozta először nyilvánosságra az addig szigorúan titkolt adatokat az ország külső eladósodásának mértékéről.
A kormány a közelgő szabad országgyűlési választások előtt, 1990. január 1-jén nem akarta a szükséges (és addig megszokott év eleji) mértékben emelni az árakat.

### Külpolitikája
A kormány lényeges külpolitikai intézkedése volt az NDK-ból menekülők sokaságának átengedése Ausztriába, illetve Nyugat-Németországba az akkori keletnémet kommunista vezetés akaratával szemben, ám Gorbacsov szovjet vezető jóváhagyásával. A vasfüggöny lebontásával hozzájárult Európa egyesítéséhez.
1990 februárjában helyreálltak a diplomáciai kapcsolatok a Vatikánnal.
1990. március 10-én Moszkvában Horn Gyula magyar és Eduard Sevardnadze szovjet külügyminiszter aláírta a Magyarországon állomásozó szovjet csapatok kivonulásáról szóló egyezményt.

## További irodalom
- Bölöny József: Magyarország kormányai 1848–2004. Az 1987–2004 közötti időszakot feldolgozta és sajtó alá rendezte Hubai László. 5. bővített és javított kiadás. Budapest: Akadémiai. 2004.  ISBN 963-05-8106-X